# 魔方井字棋
魔方井字棋（Rubiks Mühle），是Mark Setteducati在1982年推出的兩人到六人的連棋類遊戲，棋具是魔術方塊。

## 棋具
- 棋盤類同市售的三階魔術方塊，但差別在每方塊面都有小洞可插入。
- 棋子為可插入魔術方塊的棒子，玩家共用，共五十四枚。

## 規則
- 遊戲分為兩階段：
  - 選色階段：將魔術方塊隨機亂轉，然後每人輪流選一種顏色。等所有玩家選好顏色，進入下一階段。
    - 兩人時，每方選三色。
    - 三人時，每方選兩色。
    - 四、五、六人時，每方選一色。

  - 行棋階段：輪到的玩家將一枚棋子插在己色的方塊面，然後九十度轉動任一層，但不可轉回與上位玩家的狀態。

- 三個己方的同色格在一面內先以縱橫斜方向連線時，該行動玩家獲勝[1]。

## 外部連結
- 遊戲介紹 （页面存档备份，存于）